# Résolution 1862 du Conseil de sécurité des Nations unies
Membres permanents
- Chine
- États-Unis
- France
- Royaume-Uni
- Russie

Membres non permanents
- Autriche
- Burkina Faso
- Costa Rica
- Croatie
- Japon
- Libye
- Mexique
- Turquie
- Ouganda
- Viet Nam

Résolution no 1861 Résolution no 1863
La résolution 1862 du Conseil de sécurité de l'ONU vise à mettre un terme au conflit frontalier qui oppose la république de Djibouti et l'Érythrée.

## Contexte
Le 10 juin 2008 éclate la guerre djibouto-érythréenne qui a opposé l'Érythrée à Djibouti autour du cap (ras) Douméra. Djibouti accuse Asmara d'avoir financé le mouvement armé anti-gouvernemental du Front pour la restauration de l’unité et la démocratie entre 1991 à 1994. L'Érythrée revendique la zone du cap Douméra, point littoral de la frontière entre les deux pays. 

## Résolution du Conseil de sécurité
En janvier 2009, le Conseil de sécurité des Nations unies impose des sanctions contre l'Érythrée.
Le Conseil de Sécurité exhorte Djibouti et l'Érythrée à régler d'urgence pacifiquement leur différent frontalier. Il exige de l’Érythrée qu’elle retire ses forces sur les positions du statu quo ante. 
Dans sa résolution, présentée par la France, le Conseil de sécurité exige que l’Érythrée « reconnaisse l’existence du conflit frontalier avec Djibouti à Ras Doumeira et dans l’île de Doumeira » et qu’elle « se prête activement au dialogue afin d’apaiser la tension et à des efforts diplomatiques en vue d’aboutir à un règlement mutuellement acceptable de la question de la frontière ».